# Ласнамяє
Район Ласнамяє (ест. Lasnamäe) — найбільший за чисельністю населення район Таллінна, столиці Естонії.

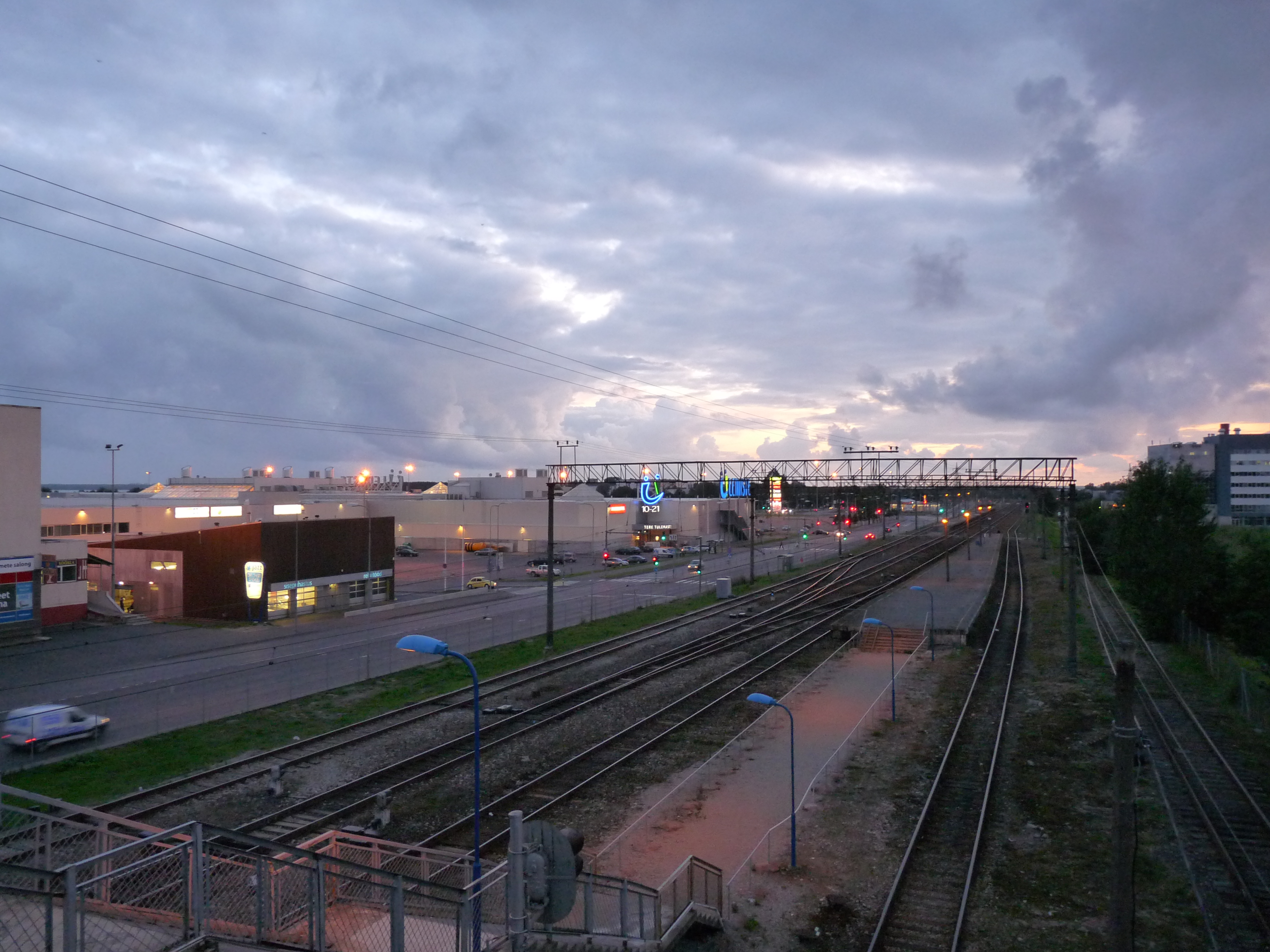
Юлемісте

Ласнамяє розташований за 2—8 км на схід від центру міста по обидва боки від шосе Таллінн — Санкт-Петербург і складається з 17-ти мікрорайонів: Вяо, Катлері, Курепиллу, Курістіку,  Лаагна, Лоопеалсе, Мустаківі, Пае, Паевялья, Прійсле, Селі, Сиямяе, Сікупіллі, Тондіраба, Ууслінн,  Юлемісте та частково Іру.
Ласнамяє межує з районами Піріта на півночі і Кесклінн на заході.

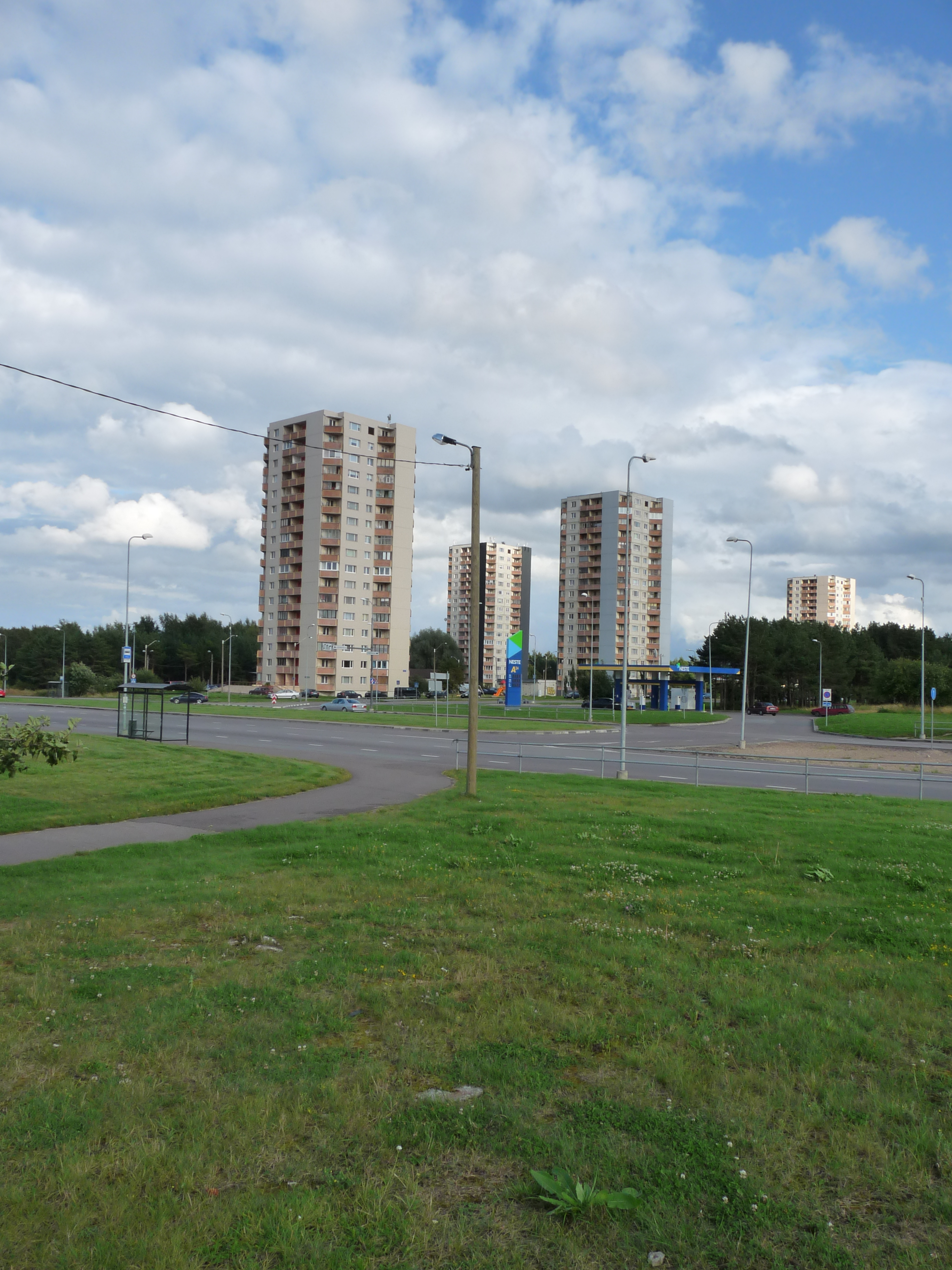
Висотні будинки по вулиці Юмера

Ласнамяє можна поділити на дві частини з різними функціями: з однієї сторони житлові масиви, а з іншої промислова зона, яка розташована між Петербурзьким шосе та повітом Рае. До числа важливих промислових та ділових зон відносяться: Юлемісте-Сіті (ест. Ülemiste City) (територія колишнього заводу «Двігатєль»), околиці Суур-Сиямяе, території які прилягають до Петербурзького шосе, а також підприємства, спеціалізовані на електроніці. Активне будівництво житлових будинків почалось в кінці 1960-х років. Всього за роки радянської влади було побудовано 650 житлових будинків, у більшості випадках однотипних. В Ласнамяє знаходиться Талліннський аеропорт, добре розвинута залізнична мережа.

## Історія
За думкою археолога Л. Яанітса, стародавні сліди людської діяльності в Ласнамяє відносяться до часів культури шнурової кераміки (відомої також, як культури бойових сокир), тобто до другої половини 3-го тисячоліття до н. е. В 1343 році в Ласнамяє почалось повстання Юр'євої ночі. Зараз на цьому місці розташований парк, де на державні свята відбуваються урочисті церемонії.